# Животные инстинкты 2
«Живо́тные инсти́нкты 2» (англ. Animal Instincts 2) — американский эротический художественный фильм 1994 года. Фильм снят режиссёром Грегори Дарком, является продолжением его же фильма «Животные инстинкты», вторым фильмом трилогии и также посвящён вуайеризму.

## Сюжет
Главная героиня Джоанна имеет одну особенность — она сильно заводится от того, что за ней наблюдают в то время, когда она занимается с кем-либо любовью. В настоящий момент Джоанна переезжает из пригорода в город. Там она устраивается помощником фотографа Эрика в одном из журналов мод.
Джоанне везёт не только с работой, но и с соседями — это молодая семейная пара: красивый Стив, эксперт по безопасности, и его прелестная жена Кэтрин. Джоанна также обнаруживает что её квартира оборудована устройствами слежения, а следит за ней именно Стив. Его вуайеризм позволяет получить Джоанне во время секса новые удовольствия.

## В ролях
- Шеннон Уирри — Джоанна Коль
- Вуди Браун — Стив
- Элизабет Сэндифер — Кэтрин
- Эл Сапиенца — Эрик
- Дженнифер Кэмпбелл — Мэри
- Дэвид Готро — Филипп
- Дин Скофилд — Дэвид
- Дебра Битти — Синди
- Том Райлли — мужчина
- Алекс Уолтерс — второй мужчина
- Эрик Фликс — офицер

## Интересные факты
- Этот фильм сравнивают с фильмом «Ночная слежка».
- По сравнению с первым фильмом «Животные инстинкты[англ.]» в фильме «Животные инстинкты 2» присутствует большее количество эротических сцен, но фильм одновременно стал менее динамичным, чем первая часть.

## Восприятие
Ричард Би и Мэри Виллемс Армстронг в своей книге 2015 года «Энциклопедия тем, декораций и серий фильмов» отмечали, что «провокационная тема могла бы привести к тщательному изучению вуайеризма, эксгибиционизма и сексуального поведения, однако в руках режиссёра „эротического триллера“ Грегори Дарка серия „Животные инстинкты“ никогда не сводилась к чему-то большему, нежели секс и эротика на экране». По мнению критиков, единственная ценность данной франшизы — начало успешной карьеры в жанре Уирри.